# Stefan II. Crnojević
Stefan II. Crnojević, srednji sin crnogorskog Gospodara Ivana Crnojevića.
Tijekom 1496. sukobio se s oko prijestolja svojim starijim bratim Đurađom kojega je pokušao zbaciti uz pomoć Osmanlija. Đurađ je bio kompromitiran pred Osmanlijama zbog suradnje s francuskim kraljem Karlom VIII. oko podizanja ustanka u sjevernoj Albaniji. 
No, nakon što je Đurađ morao napustiti Crnu Goru, Stefan II. nije dobio očekivanu nagradu – crnogorsko prijestolje.
Naime, u prvom osmanlijskom popisu Crne Gore iz 1497. spominje se Stefan II. kao spahija koji ima jedan timar. U Crnoj Gori je bio do 1498. ili 1499. kada ga je sandžak-beg iz Skadra lišio spahijske titule.
Posljednji je pomen Stefana II. iz 1503. godine.